# Hélio Castroneves
Hélio Alves de Castro Neves (Ribeirão Preto, 10 de maio de 1975), mais conhecido como Hélio Castroneves, é um automobilista brasileiro. Atualmente corre na IndyCar Series. Venceu as 500 Milhas de Indianápolis em 2001, 2002, 2009 e 2021, sendo um dos quatro pilotos recordistas a vencer quatro vezes a maior prova do automobilismo mundial (os outros três foram A. J. Foyt, Al Unser e Rick Mears), é o estrangeiro mais bem sucedido nesta corrida. Castroneves terminou em segundo lugar na Indy 500 em 2003, 2014 e 2017 e em terceiro lugar em 2007. Fez quatro pole positions na Indy 500 , incluindo duas poles consecutivas em 2009 e 2010. Ele também é um dos somente seis pilotos(Wilbur Shaw, Mauri Rose, Bill Vukovich, Al Unser e Joseph Newgarden os outros cinco), a ganhar as 500 milhas de Indianápolis em duas corridas consecutivas(2001 e 2002), sendo estes dois triunfos nas suas duas primeiras participações na prova.
Ele possui 31 vitórias das categorias de monopostos CART e IndyCar Series. Ele também conseguiu um total de 94 pódios e 54 pole positions em carros da CART/Indy. Na IndyCar em 2002, 2008, 2013 e 2014 foi vice-campeão, terceiro lugar em 2003, 2006 e 2016, quarto lugar em 2004, 2009, 2010, 2012 e 2017 que foi o mesmo resultado obtido na CART em 2001, quinto lugar em 2015, sexto lugar em 2005 e 2007, e sétimo lugar na CART em 2000. Foi em 2020, ao lado do piloto norte-americano Ricky Taylor, campeão da IMSA - WeatherTech SportsCar Championship pela Acura Team Penske encerrando, ao final da temporada, uma vitoriosa parceria de 21 anos na equipe. Em 2021, se torna o primeiro piloto na história a ter vencido em um mesmo ano, duas das mais prestigiadas corridas do automobilismo: 24 Horas de Daytona pela IMSA e as 500 Milhas de Indianápolis pela IndyCar Series. Em 2007, foi o vencedor da quinta temporada da versão americana de Dancing with the Stars com sua parceira de dança Julianne Hough.

## Carreira
Segundo o próprio Hélio, durante uma entrevista para um canal do YouTube conduzida pelo também piloto Rubens Barrichello, quando ele se mudou para os Estados Unidos, para diminuir o tamanho e facilitar a pronúncia de seu nome, passou a não mais utilizar o sobrenome Alves. Além disso, morando em Miami e sendo chamado apenas pelo seu sobrenome Castro, Hélio alterou a grafia do seu sobrenome juntando Castro e Neves, porém sem o de, para não sugerir nenhuma conexão com o cubano Fidel Castro, e passou a ser conhecido apenas como Hélio Castroneves. Com a mudança da grafia do seu sobrenome, Hélio não precisou abrir mão nem de Castro nem de Neves, como geralmente ocorre nas competições de automobilismo, as quais nomeiam os pilotos apenas pelo primeiro nome e um sobrenome.[carece de fontes?]
Recebeu o apelido de Homem-Aranha depois que subiu no alambrado para comemorar junto ao público a difícil vitória na corrida de Detroit em 2000. Desde então virou essa sua marca registrada nas comemorações.[carece de fontes?]
Castroneves começou sua carreira no kart, incentivado por seu pai, proprietário de um time de Stock Car Brasil. Em 1989, ganhou o campeonato brasileiro no kart. Isso encorajou-o a tentar a sorte no automobilismo europeu, participando do campeonato de kart do mundo em 1990. Em 1992, conseguiu o segundo lugar na brasileira Fórmula Vauxhall.[carece de fontes?]
Isto levou-o a participar da Fórmula 3 Sul-americana, onde em 1993 conseguiu o segundo lugar com quatro vitórias e três poles. No ano de 1994, salta para o automobilismo europeu. Castroneves viajou para a Europa, para participar na Fórmula 3 Britânica pela equipe Paul Stewart, que em 1995 ganhou o terceiro lugar no campeonato. Nesse mesmo ano, foi o terceiro no Masters de Fórmula 3.[carece de fontes?]
Em 1996, mudou-se para os Estados Unidos para participar da Indy Lights, a categoria imediatamente inferior da CART. Castroneves foi o sétimo lugar este ano com uma vitória em Trois-Rivières e dois adicionais pódios. Em 1997 obteve o segundo lugar atrás do companheiro de equipe na Tasman, Tony Kanaan, com três vitórias (Long Beach, Savannah e Toronto), quatro pódios e quatro poles em 13 corridas.[carece de fontes?]

## A carreira na CART, de 1998 até 2001
Castroneves foi contratado pela equipe Bettenhausen para a CART para a temporada de 1998. Com um segundo lugar em Milwaukee Mile e um sétimo em Gateway como melhor resultados, 17° na chegada e segundo melhor estreante depois de Tony Kanaan. Passou a competir pela equipe Hogan para 1999, ano em que obteve sua primeira pole position (em Homestead-Miami), uma chegada na segunda posição no Gateway e um quinto em Chicago.[carece de fontes?]
Em 2000 entrou para a prestigiada Team Penske na CART ao invés de Greg Moore, de quem tinha sido assinado antes de sua morte em um acidente na última corrida de 1999 e sofreu colisão fatal em California Speedway. Castroneves marcou três poles e venceu três corridas em Detroit, Mid-Ohio e Laguna Seca, assim que terminou o ano na sétima colocação. Ele comemorou sua primeira vitória na categoria estacionando o carro na reta e escalou nas barras de contenção que separava o público da pista principal. Castroneves repetiu a celebração em cada vitória que o apresentador do programa RPM 2Night da ESPN, John Kernan, o apelidou de Homem-Aranha. Também em 2000, ganhou o prêmio "Greg Moore", pelo carisma e sua temporada notável. Em 2001, Castroneves terminou em quarto lugar no campeonato com três vitórias em Long Beach, Detroit e Mid-Ohio.[carece de fontes?]

## Entrada na Fórmula Indy e vitórias na Indy 500
Gateway e Nazareth Speedway, quatro chegadas em segunda posição (incluindo as 500 milhas de Indianápolis) e dois em terceiro, Castroneves foi o terceiro em 2003. No ano seguinte, ele venceu a segunda corrida em Fort Worth, no Homestead foi o segundo e terceiro lugar em três ocasiões, então ele terminou na quarta colocação no campeonato. Em 2005 ganhou uma única corrida em Richmond e ficou em segundo lugar em duas corridas, que acrescentou desistentes de várias deixaram sexta posição final.[carece de fontes?]
Em 2006, Castroneves voltou a contestar o título. Venceu quatro corridas (São Petersburgo, Twin Ring Motegi, Fort Worth e Michigan Internacional Speedway) e chegou em quinto, ou melhor em 9 das 14 corridas, assim que ele terminou em terceiro lugar a dois pontos do campeão Sam Hornish Jr. e vice-campeão Dan Wheldon. 2007 foi um ano de solto, com uma vitória em principalmente, segundo lugar em Sears Point e três terceiros lugares (um nas 500 milhas de Indianápolis, onde ele também ganhou a posição de pole position), que combinados com cinco abandonos e várias chegadas longe da ponta, terminou em sexto na competição.[carece de fontes?]
Em 2008, Castroneves colheu duas vitórias no Sears Point e Chicagoland, oito segundos lugares e 15 top 5 em 18 corridas. No entanto, a campanha resultou em um novo segundo lugar atrás de Scott Dixon, que conquistou seis vitórias e 12 pódios.[carece de fontes?]
Em 2010, Castroneves venceu Barber, Kentucky e Motegi, e chegou em quinto, ou melhor seis vezes, então ele terminou em quarto lugar no campeonato.[carece de fontes?]
O brasileiro veio no top ten em apenas sete corridas em 2011, com dois segundos lugares e um quarto como melhores desempenho. Terminou o ano sem vitórias em 11º lugar, seu pior resultado desde 1999 em ambos os campos. Em 2012, Castroneves voltou ao topo do pódio em principalmente e Edmonton, mais um terço, um quarto, um quinto e sextos de quatro e quarto no campeonato.[carece de fontes?]
Castroneves conseguiu em 2013 uma vitória, cinco pódios e 16 top 10 em 19 corridas. Jogou o título para o último dia, terminando vice-campeão atrás de Scott Dixon.[carece de fontes?]
Em seu 15º ano consecutivo como piloto da Penske, Castroneves venceu em Detroit 2, ficou em segundo lugar nas 500 milhas de Indianápolis, as 500 milhas de Pocono e Toronto e o terceiro em principalmente e o grande prémio de Indianapolis. No entanto, tinha maus desempenhos em cinco datas finais, então foi vice-campeão pela quarta vez em sua carreira em carros da Indy, desta vez na frente de seu companheiro de equipe.[carece de fontes?]
Em 2015, durante a formação da edição 99 das 500 milhas de Indianápolis, Castroneves sofreu um colisão temível que felizmente passou ileso. No decorrer da temporada, Castroneves obteve três segundos lugares, dois terceiros e um quarto, terminando em quinto lugar no campeonato.[carece de fontes?]
Em 2016, Castroneves conquistou quatro pódios e oito top 5 em 16 corridas, que o permitiram alcançar a terceira posição do campeonato da Indy, ficando atrás de Will Power e Simon Pagenaud.[carece de fontes?]

#### Indy Lights
| Year     | Team               | 1       | 2     | 3      | 4     | 5      | 6      | 7     | 8     | 9      | 10     | 11     | 12   | 13    | Rank | Points |
| -------- | ------------------ | ------- | ----- | ------ | ----- | ------ | ------ | ----- | ----- | ------ | ------ | ------ | ---- | ----- | ---- | ------ |
| 1996     | Tasman Motorsports | MIA DNS | LBH 4 | NAZ 17 | MIS 5 | MIL 11 | DET 17 | POR 8 | CLE 3 | TOR 23 | TRO 1  | VAN 10 | LS 2 |       | 7th  | 84     |
| 1997     | Tasman Motorsports | MIA 14  | LBH 1 | NAZ 4  | SAV 1 | STL 3  | MIL 12 | DET 2 | POR 2 | TOR 1  | TRO 20 | VAN 19 | LS 3 | FON 5 | 2nd  | 152    |
| Sources: |                    |         |       |        |       |        |        |       |       |        |        |        |      |       |      |        |

#### CART results
(key) (Races in bold indicate pole position) (small number denotes finishing position)
| Year     | Team                | No. | 1      | 2      | 3      | 4      | 5      | 6      | 7      | 8      | 9      | 10     | 11     | 12     | 13     | 14     | 15     | 16     | 17     | 18     | 19     | 20     | Rank | Points | Ref   |
| -------- | ------------------- | --- | ------ | ------ | ------ | ------ | ------ | ------ | ------ | ------ | ------ | ------ | ------ | ------ | ------ | ------ | ------ | ------ | ------ | ------ | ------ | ------ | ---- | ------ | ----- |
| 1998     | Bettenhausen Racing | 16  | MIA 24 | MOT 11 | LBH 9  | NAZ 23 | RIO 23 | GAT 7  | MIL 2  | DET 12 | POR 13 | CLE 27 | TOR 10 | MCH 12 | MDO 17 | ROA 26 | VAN 24 | LAG 23 | HOU 24 | SRF 21 | FON 10 |        | 17th | 36     | [ 5 ] |
| 1999     | Hogan Racing        | 9   | MIA 17 | MOT 9  | LBH 19 | NAZ 21 | RIO 25 | GAT 2  | MIL 26 | POR 26 | CLE 26 | ROA 16 | TOR 27 | MCH 25 | DET 7  | MDO 7  | CHI 5  | VAN 8  | LAG 26 | HOU 26 | SRF 21 | FON 20 | 15th | 48     | [ 6 ] |
| 2000     | Team Penske         | 3   | MIA 25 | LBH 2  | RIO 24 | MOT 13 | NAZ 16 | MIL 16 | DET 1  | POR 7  | CLE 21 | TOR 16 | MCH 5  | CHI 21 | MDO 1  | ROA 9  | VAN 20 | LAG 1  | GAT 9  | HOU 5  | SRF 6  | FON 9  | 7th  | 129    | [ 7 ] |
| 2001     | Team Penske         | 3   | MTY 8  | LBH 1  | NAZ 11 | MOT 2  | MIL 26 | DET 1  | POR 17 | CLE 12 | TOR 19 | MCH 8  | CHI 7  | MDO 1  | ROA 7  | VAN 18 | LAU 12 | ROC 4  | HOU 5  | LAG 6  | SRF 20 | FON 22 | 4th  | 141    | [ 8 ] |
| Sources: |                     |     |        |        |        |        |        |        |        |        |        |        |        |        |        |        |        |        |        |        |        |        |      |        |       |

#### IndyCar Series
(key) (Races in bold indicate pole position) (small number denotes finishing position)
| Year     | Team                                   | Chassis      | No. | Engine     | 1      | 2      | 3      | 4       | 5       | 6       | 7       | 8      | 9      | 10     | 11     | 12     | 13     | 14     | 15     | 16     | 17     | 18     | 19    | Rank | Points | Ref    |
| -------- | -------------------------------------- | ------------ | --- | ---------- | ------ | ------ | ------ | ------- | ------- | ------- | ------- | ------ | ------ | ------ | ------ | ------ | ------ | ------ | ------ | ------ | ------ | ------ | ----- | ---- | ------ | ------ |
| 2001     | Marlboro Team Penske                   | Dallara      | 68  | Oldsmobile | PHX 18 | HMS    | ATL    | INDY 1  | TXS     | PPR     | RIR     | KAN    | NSH    | KTY    | GTW    | CHI    | TXS    |        |        |        |        |        |       | 24th | 64     | [ 10 ] |
| 2002     | Marlboro Team Penske                   | Dallara      | 3   | Chevrolet  | HMS 3  | PHX 1  | FON 5  | NAZ 5   | INDY 1  | TXS 4   | PPR 2   | RIR 17 | KAN 3  | NSH 9  | MIS 6  | KTY 5  | GTW 2  | CHI 4  | TXS 2  |        |        |        |       | 2nd  | 511    | [ 11 ] |
| 2003     | Marlboro Team Penske                   | Dallara      | 3   | Toyota     | HMS 3  | PHX 2  | MOT 22 | INDY 2  | TXS 7   | PPR 12  | RIR 2   | KAN 2  | NSH 3  | MIS 17 | GTW 1  | KTY 5  | NAZ 1  | CHI 20 | FON 6  | TXS 13 |        |        |       | 3rd  | 484    | [ 12 ] |
| 2004     | Marlboro Team Penske                   | Dallara      | 3   | Toyota     | HMS 2  | PHX 6  | MOT 3  | INDY 9  | TXS 12  | RIR 3   | KAN 7   | NSH 3  | MIL 12 | MIS 10 | KTY 12 | PPR 6  | NAZ 5  | CHI 10 | FON 7  | TXS 1  |        |        |       | 4th  | 446    | [ 13 ] |
| 2005     | Marlboro Team Penske                   | Dallara      | 3   | Toyota     | HMS 5  | PHX 2  | STP 20 | MOT 11  | INDY 9  | TXS 5   | RIR 1   | KAN 8  | NSH 5  | MIL 16 | MIS 21 | KTY 5  | PPR 4  | SNM 21 | CHI 2  | WGL 12 | FON 9  |        |       | 6th  | 440    | [ 14 ] |
| 2006     | Marlboro Team Penske                   | Dallara      | 3   | Honda      | HMS 2  | STP 1  | MOT 1  | INDY 25 | WGL 7   | TXS 1   | RIR 10  | KAN 6  | NSH 5  | MIL 14 | MIS 1  | KTY 3  | SNM 5  | CHI 4  |        |        |        |        |       | 3rd  | 473    | [ 15 ] |
| 2007     | Team Penske                            | Dallara      | 3   | Honda      | HMS 9  | STP 1  | MOT 7  | KAN 3   | INDY 3  | MIL 16  | TXS 16  | IOW 8  | RIR 11 | WGL 18 | NSH 6  | MDO 3  | MIS 17 | KTY 9  | SNM 2  | DET 14 | CHI 4  |        |       | 6th  | 446    | [ 16 ] |
| 2008     | Team Penske                            | Dallara      | 3   | Honda      | HMS 4  | STP 2  | MOT1 2 | LBH1    | KAN 4   | INDY 4  | MIL 5   | TXS 2  | IOW 14 | RIR 2  | WGL 16 | NSH 3  | MDO 2  | EDM 2  | KTY 2  | SNM 1  | DET 2  | CHI 1  |       | 2nd  | 629    | [ 17 ] |
| 2009     | Penske Racing                          | Dallara      | 3   | Honda      | STP    | LBH 7  | KAN 2  | INDY 1  | MIL 11  | TXS 1   | IOW 7   | RIR 17 | WGL 4  | TOR 18 | EDM 2  | KTY 4  | MDO 12 | SNM 18 | CHI 20 | MOT 10 | HMS 5  |        |       | 4th  | 433    | [ 18 ] |
| 2010     | Team Penske                            | Dallara      | 3   | Honda      | SAO 9  | STP 4  | ALA 1  | LBH 7   | KAN 4   | INDY 9  | TXS 20  | IOW 2  | WGL 9  | TOR 24 | EDM 10 | MDO 3  | SNM 5  | CHI 6  | KTY 1  | MOT 1  | HMS 5  |        |       | 4th  | 531    | [ 19 ] |
| 2011     | Team Penske                            | Dallara      | 3   | Honda      | STP 20 | ALA 7  | LBH 12 | SAO 21  | INDY 17 | TXS 10  | TXS 4   | MIL 9  | IOW 7  | TOR 17 | EDM 2  | MDO 19 | NHM 17 | SNM 2  | BAL 17 | MOT 22 | KTY 29 | LVS2 C |       | 11th | 312    | [ 20 ] |
| 2012     | Team Penske                            | Dallara DW12 | 3   | Chevrolet  | STP 1  | ALA 3  | LBH 13 | SAO 4   | INDY 10 | DET 17  | TXS 7   | MIL 6  | IOW 6  | TOR 6  | EDM 1  | MDO 16 | SNM 6  | BAL 10 | FON 5  |        |        |        |       | 4th  | 431    | [ 21 ] |
| 2013     | Team Penske                            | Dallara DW12 | 3   | Chevrolet  | STP 2  | ALA 3  | LBH 10 | SAO 13  | INDY 6  | DET 5   | DET 8   | TXS 1  | MIL 2  | IOW 8  | POC 8  | TOR 6  | TOR 2  | MDO 6  | SNM 7  | BAL 9  | HOU 18 | HOU 23 | FON 6 | 2nd  | 550    | [ 22 ] |
| 2014     | Team Penske                            | Dallara DW12 | 3   | Chevrolet  | STP 3  | LBH 11 | ALA 19 | IMS 3   | INDY 2  | DET 5   | DET 1   | TXS 8  | HOU 9  | HOU 21 | POC 2  | IOW 8  | TOR 2  | TOR 12 | MDO 19 | MIL 11 | SNM 18 | FON 14 |       | 2nd  | 609    | [ 23 ] |
| 2015     | Team Penske                            | Dallara DW12 | 3   | Chevrolet  | STP 4  | NLA 2  | LBH 2  | ALA 15  | IMS 6   | INDY 7  | DET 6   | DET 19 | TXS 3  | TOR 3  | FON 23 | MIL 2  | IOW 11 | MDO 15 | POC 16 | SNM 15 |        |        |       | 5th  | 453    | [ 24 ] |
| 2016     | Team Penske                            | Dallara DW12 | 3   | Chevrolet  | STP 4  | PHX 11 | LBH 3  | ALA 7   | IMS 2   | INDY 11 | DET 5   | DET 14 | ROA 5  | IOW 13 | TOR 2  | MDO 15 | POC 19 | TXS 5  | WGL 3  | SNM 7  |        |        |       | 3rd  | 504    | [ 25 ] |
| 2017     | Team Penske                            | Dallara DW12 | 3   | Chevrolet  | STP 6  | LBH 9  | ALA 4  | PHX 4   | IMS 5   | INDY 2  | DET 7   | DET 9  | TXS 20 | ROA 3  | IOW 1  | TOR 8  | MDO 7  | POC 7  | GTW 4  | WGL 4  | SNM 5  |        |       | 4th  | 598    | [ 26 ] |
| 2018     | Team Penske                            | Dallara DW12 | 3   | Chevrolet  | STP    | PHX    | LBH    | ALA     | IMS 6   | INDY 27 | DET     | DET    | TXS    | ROA    | IOW    | TOR    | MDO    | POC    | GTW    | POR    | SNM    |        |       | 32nd | 40     | [ 27 ] |
| 2019     | Team Penske                            | Dallara DW12 | 3   | Chevrolet  | STP    | COA    | ALA    | LBH     | IMS 21  | INDY 18 | DET     | DET    | TXS    | ROA    | TOR    | IOW    | MDO    | POC    | GTW    | POR    | LAG    |        |       | 29th | 33     | [ 28 ] |
| 2020     | Team Penske                            | Dallara DW12 | 3   | Chevrolet  | TXS    | IMS    | ROA    | ROA     | IOW     | IOW     | INDY 11 | GTW    | GTW    | MDO    | MDO    |        |        |        |        |        |        |        |       | 27th | 57     | [ 29 ] |
| 2020     | Arrow McLaren SP                       | Dallara DW12 | 7   | Chevrolet  |        |        |        |         |         |         |         |        |        |        |        | IMS 20 | IMS 21 | STP    |        |        |        |        |       | 27th | 57     | [ 29 ] |
| 2021     | Meyer Shank Racing                     | Dallara DW12 | 06  | Honda      | ALA    | STP    | TXS    | TXS     | IMS     | INDY 1  | DET     | DET    | ROA    | MDO    | NSH 9  | IMS 21 | GTW    | POR 23 | LAG 24 | LBH 20 |        |        |       | 22nd | 158    | [ 30 ] |
| 2022     | Meyer Shank Racing                     | Dallara DW12 | 06  | Honda      | STP 14 | TXS 23 | LBH 9  | ALA 21  | IMS 14  | INDY 7  | DET 25  | ROA 22 | MDO 8  | TOR 17 | IOW 16 | IOW 21 | IMS 19 | NSH 13 | GTW 15 | POR 17 | LAG 19 |        |       | 18th | 263    | [ 31 ] |
| 2023     | Meyer Shank Racing                     | Dallara DW12 | 06  | Honda      | STP 23 | TXS 10 | LBH 21 | ALA 21  | IMS 22  | INDY 15 | DET 19  | ROA 15 | MDO 21 | TOR 21 | IOW 14 | IOW 16 | NSH 11 | IMS 15 | GTW 23 | POR 14 | LAG 13 |        |       | 18th | 217    | [ 32 ] |
| 2024     | Meyer Shank Racing with Curb-Agajanian | Dallara DW12 | 06  | Honda      | STP    | THE    | LBH    | ALA     | IMS     | INDY 20 |         |        |        |        |        |        |        |        |        |        |        |        |       | 35th | 26     | [ 33 ] |
| 2024     | Meyer Shank Racing                     | Dallara DW12 | 66  | Honda      |        |        |        |         |         |         | DET 25  | ROA 19 | LAG    | MDO    | IOW    | IOW    | TOR    | GTW    | POR    | MIL    | MIL    | NSH    |       | 35th | 26     | [ 33 ] |
| 2025     | Meyer Shank Racing                     | Dallara DW12 | 06  | Honda      | STP    | THE    | LBH    | ALA     | IMS     | INDY    | DET     | GTW    | ROA    | MDO    | IOW    | IOW    | TOR    | LAG    | POR    | MIL    | NSH    |        |       | -    | 0      |        |
| Sources: |                                        |              |     |            |        |        |        |         |         |         |         |        |        |        |        |        |        |        |        |        |        |        |       |      |        |        |

| Years   | Teams | Races | Poles | Wins | Top 5s | Top 10s | Indianapolis 500 wins      | Championships |
| ------- | ----- | ----- | ----- | ---- | ------ | ------- | -------------------------- | ------------- |
| 21      | 3     | 273   | 48    | 25   | 125    | 236     | 4 (2001, 2002, 2009, 2021) | 0             |
| Source: |       |       |       |      |        |         |                            |               |

#### Resultados nas 500 Milhas de Indianápolis

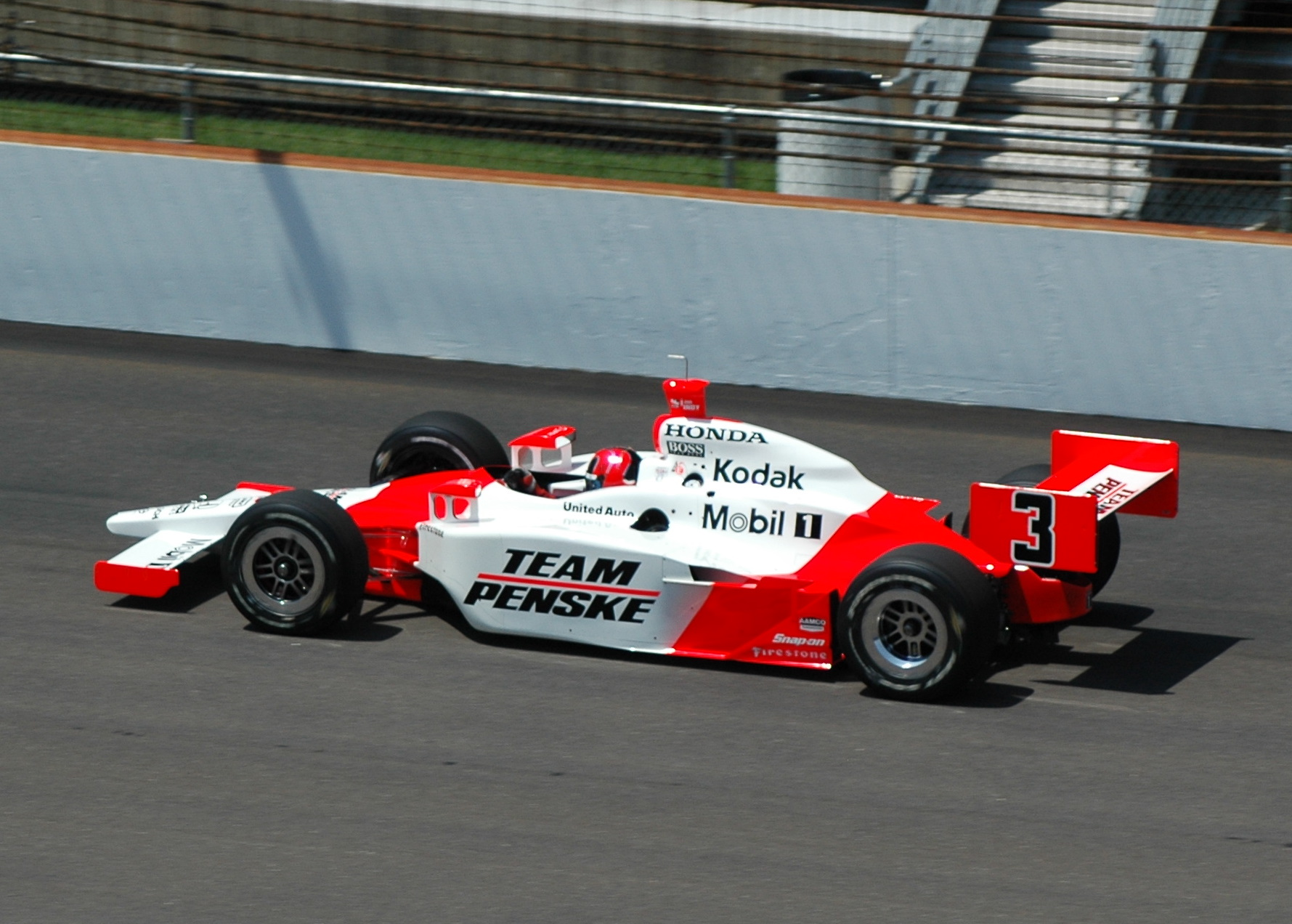
Hélio Castroneves treinando para as 500 Milhas de Indianápolis de 2007.

Os resultados nas 500 Milhas de Indianápolis entre 2001 até 2003 são consideradas um marco histórico em Indianápolis, uma vez que conseguiu defender uma vitória com êxito, o que não acontecia desde Al Unser no início da década de 1970. Observa-se que desde sua primeira Indy 500, Hélio Castroneves obteve quatro vitórias: em 2001, 2002, 2009 e 2021. Entre 2001-2003 obteve 2 vitórias e um segundo lugar.
| Ano     | Chassis | Motor      | Largada | Chegada | Equipe             |
| ------- | ------- | ---------- | ------- | ------- | ------------------ |
| 2001    | Dallara | Oldsmobile | 11      | 1       | Team Penske        |
| 2002    | Dallara | Chevrolet  | 13      | 1       | Team Penske        |
| 2003    | Dallara | Toyota     | 1       | 2       | Team Penske        |
| 2004    | Dallara | Toyota     | 8       | 9       | Team Penske        |
| 2005    | Dallara | Toyota     | 5       | 9       | Team Penske        |
| 2006    | Dallara | Honda      | 2       | 25      | Team Penske        |
| 2007    | Dallara | Honda      | 1       | 3       | Team Penske        |
| 2008    | Dallara | Honda      | 4       | 4       | Team Penske        |
| 2009    | Dallara | Honda      | 1       | 1       | Team Penske        |
| 2010    | Dallara | Honda      | 1       | 9       | Team Penske        |
| 2011    | Dallara | Honda      | 16      | 17      | Team Penske        |
| 2012    | Dallara | Chevrolet  | 6       | 10      | Team Penske        |
| 2013    | Dallara | Chevrolet  | 8       | 6       | Team Penske        |
| 2014    | Dallara | Chevrolet  | 4       | 2       | Team Penske        |
| 2015    | Dallara | Chevrolet  | 5       | 7       | Team Penske        |
| 2016    | Dallara | Chevrolet  | 9       | 11      | Team Penske        |
| 2017    | Dallara | Chevrolet  | 19      | 2       | Team Penske        |
| 2018    | Dallara | Chevrolet  | 8       | 27      | Team Penske        |
| 2019    | Dallara | Chevrolet  | 12      | 18      | Team Penske        |
| 2020    | Dallara | Chevrolet  | 28      | 11      | Team Penske        |
| 2021    | Dallara | Honda      | 8       | 1       | Meyer Shank Racing |
| 2022    | Dallara | Honda      | 27      | 7       | Meyer Shank Racing |
| 2023    | Dallara | Honda      | 20      | 15      | Meyer Shank Racing |
| 2024    | Dallara | Honda      | 20      | 20      | Meyer Shank Racing |
| 2025    | Dallara | Honda      |         |         | Meyer Shank Racing |
| Source: |         |            |         |         |                    |

## Prisão por fraude fiscal nos Estados Unidos
Em 3 de outubro de 2008, Castroneves foi indiciado por fraude fiscal e evasão de divisas, acusado de utilizar contas no exterior para esconder cerca de 5,5 milhões de dólares que teria recebido entre 1999 e 2004.
Castroneves foi preso, algemado e acorrentado nas pernas, mas foi liberado em 4 de outubro de 2008, após pagar fiança de 10 milhões de dólares. O seu julgamento começou em Março de 2009. O piloto alegava inocência, mas se fosse condenado pelas sete acusações que lhe pesavam, poderia receber uma pena de até 35 anos de prisão. No dia 16 de Abril de 2009, Hélio foi considerado inocentado de todas as acusações, uma vez que o júri entendeu que não havia provas de que o piloto havia cometido fraude fiscal, sendo portanto liberado para correr novamente. 38 dias depois, em 24 de maio de 2009 venceu pela terceira vez as tradicionais 500 Milhas de Indianápolis.